# Underwoodisaurus milii
Underwoodisaurus milii — вид геконів з роду Underwoodisaurus підродини Диплодактиліни.

## Опис
Загальна довжина сягає 14 см, іноді 15 см. Шкіра цього гекона має рожевий колір, на спині та голові помітний також коричневий колір. Хвіст у нього товстий, темного, майже чорного, кольору. Тулуб та хвіст вкрито маленькими білими цяточками. Лапи у цього гекона досить великі. Самці мають з боків дві опуклості біля основи хвоста. Крім того, у них є стегнові пори на внутрішній стороні задніх ніг. Ці пори використовуються для виділяють мускуса.

## Спосіб життя
Це наземна ящірка, полюбляє пустелі та напівпустелі. Швидко пересувається по землі. Активна вночі. Вдень ховається під камінням та листям. Взимку температура значно у межах від 18 °C вдень та близько 10°С протягом ночі, тому у цей період гекони набагато менш активні і годуються, спираючись на свої запаси жиру, які знаходяться у хвості. Харчується насамперед комахами та іноді овочами. Цей гекон може наспівувати, здебільшого, щоб налякати хижаків.
Статева зрілість досягається після 1—1,5 років. Це яйцекладні гекони. Парування починається з настанням теплого сезону, повернення високих температурах. Самки відкладають яйця 2 рази один раз на 3 тижні. Це плідний види можуть відкладати до 8—9 кладок протягом сезону. Малі гекончата з'являються через 2 місяця, які починають харчуватися через тиждень або два.

## Розповсюдження
Underwoodisaurus milii — ендемік Австралії. Цей вид геконів мешкає у Західній Австралії.